# Xenotilapia bathyphila
Xenotilapia bathyphila är en fiskart som beskrevs av Poll, 1956. Xenotilapia bathyphila ingår i släktet Xenotilapia och familjen Cichlidae. IUCN kategoriserar arten globalt som livskraftig. Inga underarter finns listade i Catalogue of Life.